# Zhaoyao
Zhaoyao (招摇) est un astérisme de l'astronomie chinoise. Il se compose d'une seule étoile, γ Bootis (parfois nommée Seginus en Occident), dans la constellation occidentale du Bouvier.

## Localisation et symbolique
Zhaoyao représente, dans l'interprétation symbolique du ciel chinois, une arme de nature incertaine, probablement une épée ou un épieu. Cette arme fait partie d'un groupe de trois ou quatre armes à proximité immédiate de Dajiao (α Bootis), le roi céleste. Elles sont là pour le protéger.

## Astérismes associés
La majeure partie des astérismes de cette région du ciel sont reliées à la cour céleste de Dajiao. C'est le cas de tous les autres astérismes situés dans la constellation occidentale du Bouvier : Sheti représente les six aides du roi, Genghe son bouclier, et outre Zhaoyao, Xuange et Tianqiang représentent des armes (respectivement une hallebarde et un épieu).

## Référence
- (en) Sun Xiaochun et Jakob Kistemaker, The Chinese sky during the Han, New York, Éditions Brill, 1997, 247 p. (ISBN 9004107371), page 149.